# Aloe dinteri

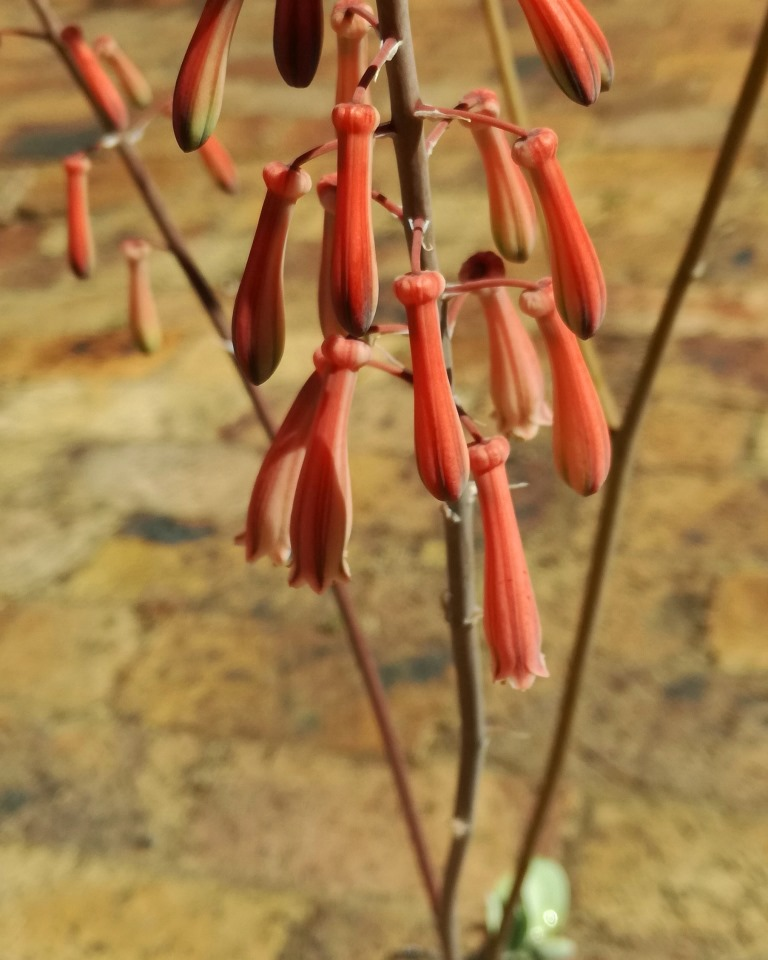
Blütenstand

Aloe dinteri ist eine Pflanzenart der Gattung der Aloen in der Unterfamilie der Affodillgewächse (Asphodeloideae). Das Artepitheton dinteri ehrt den deutschen Botaniker Kurt Dinter.

## Beschreibung

### Vegetative Merkmale
Aloe dinteri wächst einzeln, ist stammlos und erreicht Wuchshöhen von 26 Zentimeter und ist ebenso breit. Die etwa zwölf lanzettlich spitz zulaufenden, gefaltet-gekielten Laubblätter sind dreireihig angeordnet. Zu ihrer Spitze hin sind sie im Querschnitt V-förmig. Die schokoladenbraune oder dunkel bräunlichgrüne Blattspreite ist 20 bis 30 Zentimeter lang und 5 bis 8 Zentimeter breit. Auf der Blattoberfläche befinden sich viele verlängerte, weiße Flecken, die mehr oder weniger in Querbändern angeordnet sind. Der schmale weiße Blattrand ist knorpelig. Der Kiel auf der Unterseite hat einen 1 Millimeter starken knorpeligen Rand. Die weißen festen Zähne am Blattrand sind 0,5 Millimeter lang und stehen 1 bis 2 Millimeter voneinander entfernt. In Richtung der Blattspitze werden sie kleiner und stehen gedrängter. Der Kiel ist mit ähnlichen Zähnen besetzt.

### Blütenstände und Blüten
Der Blütenstand besteht aus drei bis acht Zweigen und ist 50 bis 85 Zentimeter lang. Die lockeren, zylindrisch spitz zulaufenden Trauben sind 15 bis 20 Zentimeter lang und 7 Zentimeter breit. Die lanzettlich-deltoiden Brakteen laufen sehr spitz zu und sind etwas kürzer als die Blütenstiele. Die hell rosaroten, bläulich bereiften Blüten werden zu ihrer Mündung hin heller bis fast weiß. Die Blüten sind 28 bis 30 Millimeter lang und an ihrer Basis gerundet. Auf Höhe des Fruchtknotens weisen sie einen Durchmesser von 6,5 Millimeter auf. Darüber sind sie auf 3,5 Millimeter verengt und schließlich zu ihrer Mündung hin erweitert. Ihre äußeren  Perigonblätter sind auf einer Länge von bis zu 10 Millimetern nicht miteinander verwachsen. Die Staubblätter und der Griffel ragen 1 Millimeter aus der Blüte heraus.

## Systematik, Verbreitung und Gefährdung
Aloe dinteri ist in Namibia auf Kalksteinfelsen in niedrigem Busch verbreitet.
Die Erstbeschreibung durch Alwin Berger wurde 1914 veröffentlicht.
Aloe dinteri wird in der Roten Liste gefährdeter Arten der IUCN als „Least Concern (LC)“, d. h. als in der Natur nicht gefährdet, eingestuft.

## Nachweise